# خوانش ضد چامسکی
خوانش ضد چامسکی یک کتاب گزیده آثار منتشر شده در سال ۲۰۰۴ میلادی درباره زبان شناس و منتقد اجتماعی نوام چامسکی است که توسط پیتر کولیر و دیوید هوروویتز ویرایش شده است. دست اندرکاران آن از نوشته های سیاسی و زبانی چامسکی انتقاد می کنند و ادعا می کنند که او حقایق را مطابق با نظریه هایش دست‌چینی میکند.

## محتوا
خوانش ضد چامسکی حاوی مقالات زیر است:
- مقدمه ای از پیتر کولیر
- «ماست‌مالی کردن دیکتاتوری در ویتنام و کامبوج» نوشته استیون جی. موریس، عضو ارشد مؤسسه سیاست خارجی ، دانشگاه جان هاپکینز ، چامسکی را به انکار سرکوب و کشتار جمعی در رژیم‌های کمونیستی ویتنام و کامبوج متهم می‌کند. موریس ادعا می کند که چامسکی به دیدگاه مارکسیستی در مورد جنگ های هندوچین پایبند است که از تصدیق ماهیت تمامیت خواه رژیم های مورد نظر خودداری می کند. (صفحات 1-34)
- "چامسکی و جنگ سرد" نوشته توماس ام. نیکولز، رئیس بخش استراتژی و سیاست دانشکده جنگ نیروی دریایی ایالات متحده، ادعا می کند که چامسکی تاریخ جنگ سرد را تحریف کرده است تا نقش ایدئولوژی کمونیستی را به حداقل برساند و امریکا را متهم به منازعه کند.  او چامسکی را متهم می‌کند که از منابع سوء استفاده کرده و کتاب‌هایش را به شیوه‌های دستکاری و غیرصادقانه «برای ایجاد نوعی مهِ شبه-آکادمیک» که اغلب به آثار خود چامسکی می‌انجامد، یادداشت کرده است. (صفحات 35-65)
- «چامسکی و رسانه‌ها: مطبوعاتی نگه‌داشته‌شده و مردمی دستکاری شده» نوشته الی لرر، سردبیر سابق امریکن اینترپرایز ، نقدی است بر مدل پروپاگاندا رسانه‌ای که ادوارد اس. هرمان و چامسکی در کتابشان با عنوان «رضایت تولید» ارائه کرده‌اند. لرر چامسکی را متهم می‌کند که «بیگانه‌ای است که اطلاعات نسبتاً کمی در مورد رسانه‌ها دارد.(صفحات 67-84)
- «جنگ چامسکی علیه اسرائیل» نوشته پل بوگدانور از موضع چامسکی در قبال اسرائیل انتقاد می کند. بوگدانور مدعی است که چامسکی حقایق تاریخی را تحریف می کند و به دروغ اسرائیل را به جنایات و طردگرایی متهم می کند و در عین حال تجاوز و خشونت اعراب علیه دولت یهودی را کم اهمیت جلوه می دهد. (صفحات 87-116)
- «چامسکی و انکار هولوکاست» نوشته ورنر کوهن از بروکلین، نیویورک و استاد بازنشسته جامعه‌شناسی در دانشگاه بریتیش کلمبیا ، نقش چامسکی را در ماجرای فوریسون از طریق ارتباط‌هایش با ناشر فاوریسون La Vieille Taupe تحلیل می‌کند. کوهن چامسکی را به ارتباط نزدیک با یهودی ستیزان فرانسوی و منکران هولوکاست از طریق این سازمان متهم می کند (صفحات 117-58). چامسکی در Outlook پاسخ داد.[۱]
- «چامسکی و 11 سپتامبر» نوشته دیوید هوروویتز و رونالد رادوش سخنرانی چامسکی در MIT را بلافاصله پس از 11 سپتامبر تحلیل می کند. هوروویتز و رادوش ادعا می کنند که "چامسکی نقشه ای از سوی واشنگتن برای گرسنگی دادن عمدی 3 تا 4 میلیون غیرنظامی بی گناه افغان را کشف کرد". آنها همچنین ادعا می کنند که چامسکی در سخنرانی خود حملات 11 سپتامبر را توجیه می کند و تاریخ آمریکا را تحریف می کند تا ایالات متحده را یک کشور تروریستی جلوه دهد. (صفحات 161-80)
- "وسواس ضد آمریکایی نوام چامسکی" نوشته دیوید هوروویتز ، چامسکی را متهم می کند که یک ایدئولوگ ضد آمریکایی است که ایالات متحده را شیطانی می بیند و تاریخ آمریکا را بر این اساس بازنویسی می کند. هوروویتز مدعی است که چامسکی منبع فکری ضدآمریکایی جناح چپ امروزی است. (صفحات 181-200)
- «یک زبان‌شناسی فاسد» نوشته رابرت دی. لوین و پل ام. پستال ، هر دو استاد زبان‌شناسی ، ادعا می‌کند که کار زبان‌شناختی چامسکی تا حد زیادی جایگزین یا رها شده است. آنها همچنین چامسکی را به سوء رفتار فکری در نوشته های زبانی اش متهم می کنند. (صفحات 203-31)
- «چامسکی، زبان، جنگ جهانی دوم و من» نوشته جان ویلیامسون کار زبان‌شناختی چامسکی را مورد انتقاد قرار می‌دهد و مناظره طولانی ایمیلی بین چامسکی و نویسنده را بازگو می‌کند که در آن ویلیامسون ادعا می‌کند که چامسکی مکرراً درباره اظهارات خود و در مورد حقایق و منابع تاریخی دروغ گفته است. (صفحات 233-48)

نویسندگان ادعا می‌کنند که چامسکی شواهد را برای تطابق با نظریه‌هایش دست‌چینی می‌کند .